# Live (Stephen-Stills-Album)
Live ist das erste Solo-Livealbum des amerikanischen Rockmusikers Stephen Stills.

## Zum Album
Die Aufnahmen zu Live entstanden am 8. und 9. März 1974 im Auditorium Theatre in Chicago auf einer Solo-Tournee von Stephen Stills, bevor er im Sommer desselben Jahres mit Crosby, Stills, Nash & Young erneut auf Tournee ging. Da die internationale CSNY-Tour in kommerzieller Hinsicht ein durchschlagender Erfolg geworden war, ein lang erwartetes neues CSNY-Studioalbum jedoch ausblieb (alle vier Mitglieder hatten sich im Studio erneut zerstritten, sodass die Aufnahmen abgebrochen werden mussten), wollte die Plattenfirma Atlantic Records dennoch von der Popularität ihrer Künstler profitieren. In Stills’ Fall gestaltete sich dies jedoch schwierig, da er Anfang 1975 als Solo-Künstler zum Label Columbia Records gewechselt war und dort bereits das Album Stills veröffentlicht hatte. Vertragliche Verpflichtungen sicherten jedoch Atlantic noch zwei Alben zu: Das erste davon wurde Live.
Das Album gliedert sich in zwei Teile (entsprechend den beiden Seiten der originalen Schallplatten-Veröffentlichung): Auf der ersten Seite (Titel 1 bis 4) spielt Stills mit Band und elektrisch verstärkt. Auf der zweiten Seite (Titel 5 bis 9) begleitet sich Stills selbst zur Akustikgitarre. Auffällig ist, dass bei der Kompilation der Lieder auf die drei größten Hits, die Stills bis dahin hatte (For What It’s Worth, Suite: Judy Blue Eyes, Love the One You’re With), verzichtet wurde. Dennoch bietet Live dem Hörer einen sehr guten Einblick in die Qualitäten des Musikers, der sich sowohl an der Gitarre wie auch stimmlich in Hochform zeigt. Kritiker lobten besonders seine Version des CSN-Klassikers Wooden Ships sowie sein „ungebändigtes“ („frenetic“) Gitarrespiel auf dem Stück Crossroads/You Can't Catch Me. Neben den Hits Change Partners, 4 + 20 und Wooden Ships enthält das Album einige seltener gespielte Stücke wie das Protestlied Word Game (über die Apartheid in Südafrika), Special Care oder Jet Set (Sigh) vom Album Manassas. Der Barnstorm-Klassiker Rocky Mountain Way und Fred Neils Hit Everybody’s Talkin’ sind hier erstmals auf einem Stephen-Stills-Album veröffentlicht worden, beschäftigten ihn aber im Laufe seiner Karriere immer wieder: Das Blues-Stück Rocky Mountain Way spielt Stills noch heute bei Konzerten (nachzuhören u. a. auf dem Album Live at Shepherd’s Bush, 2009); Everybody’s Talkin'  nahm er erstmals 1969 während der Crosby, Stills & Nash-Sessions auf, es erschien jedoch nicht auf dem fertigen Album (erst die Neuauflage von 2006 beinhaltete die Aufnahme als Bonus-Track). 1991 brachte Stills eine neue Solo-Version des Stücks auf seinem Album Stills Alone und spielt es noch gelegentlich bei Konzerten.
Obwohl das Album mit dem kurz zuvor veröffentlichten Album Stills konkurrieren musste, verkaufte es sich – gemessen an anderen Live-Alben – nicht schlecht: Platz 42 der Billboard-200-Charts war allerdings auch kein überragendes Ergebnis.
Von der Kritik wurde das Album – soweit es seinerzeit überhaupt besprochen wurde – überwiegend positiv aufgenommen. 1992 erfolgte eine Neuveröffentlichung auf CD, die heute allerdings vergriffen ist.

## Titelliste

### A-Seite: Elektrische Seite
1. "Wooden Ships" (David Crosby, Stephen Stills)  – 6:32
2. "Four Days Gone" (Stills)  – 3:55
3. "Jet Set (Sigh)/Rocky Mountain Way" (Stephen Stills/Rocke Grace, Joe Walsh, Joe Vitale, Kenny Passarelli)  – 5:26
4. "Special Care" (Stills)  – 3:35

### B-Seite: Akustische Seite
1. "Change Partners" (Stills)  – 2:53
2. "Crossroads/You Can’t Catch Me" (Robert Johnson/Chuck Berry)  – 4:41
3. "Everybody’s Talkin’ at Me" (Fred Neil)  – 2:42
4. "4 + 20" (Stills)  – 2:27
5. "Word Game" (Stills)  – 4:07

## Besetzung und Instrumente
- Stephen Stills – Gesang, Gitarre

Die Band ist nur auf der elektrischen Seite (Titel 1 bis 4) zu hören.
- Donnie Dacus – Gitarre, Background-Gesang
- Jerry Aiello – Keyboards
- Kenny Passarelli – Bass, Background-Gesang
- Russ Kunkel – Schlagzeug
- Joe Lala – Percussion

## Belege
1. 1 2  Vgl. die Rezension auf www.allmusic.com
2. ↑  Song-Rezension von Matthew Greenwald, abrufbar auf www.allmusic.com